# Cooperstown, North Dakota
Cooperstown, Bắc Dakota là một thành phố thuộc quận q tiểu bang Bắc Dakota, Hoa Kỳ. Thành phố này có diện tích km2, dân số là người.